# Pe urmele șoimului
Pe urmele șoimului  (titlul original: în germană Spur des Falken) este un film dramatic DEFA, despre strămutarea indienilor nord-americani de către coloniștii albi și exploratori de aur, realizat în 1968 de regizorul Gottfried Kolditz, protagoniști fiind actorii Gojko Mitić, Hannjo Hasse, Barbara Brylska și Lali Meshi.

## Conținut
A doua jumătate a secolului al XIX-lea. Cuceritorii Albi au încălcat tratatul de pace din cauza zăcămintelor de aur găsite în Black Hills, pe pământurile tribului Dakota.
Doi căutători de aur, Chat și Pat Peterson, cern nisipul într-un pârâu mic în căutarea aurului. Pat găsește o pepită mică de aur, ambii camarazi se bucură de norocul neașteptat. În acel moment, apare în tabără acestora un șef Dakota numit Șoimul cu privire ageră cu fratele său Cerbul sprinten. Pat le dă indienilor pepita găsită.
După un timp, toți liderii tribali se adună pentru un consiliu mare. Energic Tasunka-witko (Cal-nebun) cere să înceapă lupta armată împotriva invadatorilor albi, dar liderii Ursul cenușiu și Norul Roșu pledează pentru pace. Pentru a evita vărsarea de sânge, ei au încheiat un tratat cu "cu fața palidă". Șoimul cu privire ageră le aruncă pe jos pepita care a primit-o de la Peterson, susținând că acum albii nu vor mai lăsa indienii în pace, și în loc de doi căutători de aur vor veni în curând două sute, și cu ei și soldați, și, prin urmare, trebuie să se pregătească pentru lupta viitoare. Decizia luată este de a aranja o vânătoare mare pentru a crea un stoc de provizii.
Între timp, numeroși coloniști călătoresc cu trenul în căutarea unei noi vieți, printre care judecătorul de pace Emmerson cu fiica sa Catherine, speculantul Bladen poreclit Șarpele otrăvitor cu ajutoarele sale Bashan și Fletcher și mulți alții. Bladen este un om de afaceri care a cumpărat terenuri indiene și le-a închiriat tovarășilor săi, datorită legăturilor sale de la Washington. Acordul de concesiune a terenurilor cu indienii nu a intrat încă în vigoare, dar Bladen îi va forța pe indieni să-și părăsească pământurile înainte de termen, astfel încât să le poată vinde la momentul potrivit. Pentru a face acest lucru, el a ordonat oamenilor săi să extermine turmele de bizoni, astfel încât foametea îi va alunga pe Dakota de pe pământurile strămoșilor lor. Personajul negativ este susținut în mod activ de prietenii săi, doar Hille numește direct acțiunile lui Bladen inumane, dar ceilalți râd de el considerându-l ridicol.
Șoimul cu privire ageră și oamenii săi de lângă calea ferată găsesc bizonii împușcați, putrezind în soarele fierbinte. Tribul e amenințat de foamete. Dintr-o dată, indienii aud vocea "calului de foc" - huiduielile locomotivei. Șoimul indignat decide să atace trenul. Bătălia începe, dar indienii nu pot opri trenul după uciderea mecanicului, deoarece un indian reușește să-l înlocuiască la conducerea locomotivei. În schimbul de focuri care a urmat, fratele său moare, iar  Șoimul cu privire ageră jură răzbunare. Pasagerii coboară din tren și se îndreaptă spre Tanglewood, destinația finală a călătoriei lor. Pe urmele lor, este Șoimul însoțit de războinicii lor. Samuel Blake le face rost de arme indienilor...  

## Distribuție
- Gojko Mitić – Weitspähender Falke (Șoimul cu privire ageră)
- Hannjo Hasse – Joe Bludgeon
- Barbara Brylska – Catherine Emerson
- Lali Meshi – Blauhaar (Păr-albastru)
- Rolf Hoppe – James Bashan
- Hartmut Beer – Fletcher
- Helmut Schreiber – Samuel Blake
- Fred Delmare – Peter Hille
- Milan Jablonský – Bad Face
- Holger Mahlich – Pat
- Fred Ludwig – Emmerson
- Horst Kube – Chat
- Dietmar Richter-Reinick – locotenentul Forsythe
- Fritz Mohr – sergentul McDryden
- Paul Berndt – Bill Meyers
- Otar Koberidze – Tasunka-witko (Cal-nebun)
- Gheorghi Tatișvili – căpitanul Ronald
- Wilfried Roil – Krähe (Cioara)
- Klaus Jürgen Kramer – Flinker Hirsch (Cerbul sprinten)
- Rodam Celidze – Luchsauge (Ochi de linx)
- Lavrenti Koshadze – Grauer Bär (Ursul cenușiu)
- Koba Kobulov – Listiger Fuchs (Vulpea vicleană)
- Albert Giorgadze – Springendes Wasser (Apă țâșnitoare)
- Fritz Marquardt – un miner
- Michael Gwisdek – un miner
- Winfried Glatzeder – un miner

## Fundal istoric
Acțiunea filmului se petrece în 1875 în Black Hills unde fusese găsit aur. Guvernul Statelor Unite a încercat inițial să cumpere zona de la indienii Lakota, dar fără succes și ca urmare, indienii au trebuit relocați cu forța în rezervații. Faptul că turmele imense de bizoni, care au servit ca sursă de hrană pentru indienii, au fost sacrificate în mod riguros, este de asemenea dovedită istoric.

## Trivia
Filmul a fost turnat lângă Potsdam-Babelsberg și în Caucaz cu ajutorul studioului de cinema Gruzia-film din Tbilisi. Pe lângă actorii est-germani, din distribuție au mai făcut parte actori iugoslavi, polonezi și gruzi.
Locomotiva trenului Union Pacific, a fost preparată de întreprinderea VEB Lokomotivbau „Karl Marx“ Babelsberg special pentru film, dintr-o locomotivă de manevră veche.